# Campeonato Paranaense de Futebol de 2011
O Campeonato Paranaense de Futebol de 2011  é a 97ª edição da principal divisão do futebol paranaense, organizada pela Federação Paranaense de Futebol.
O Campeonato Paranaense de 2011 classificou os três primeiros colocados para a Copa do Brasil de 2012. Os dois melhores clubes também receberam vaga para o Campeonato Brasileiro de Futebol de 2011 - Série D, exceto o Coritiba, Atlético Paranaense e Paraná, que estão inelegíveis para esta competição.

## Regulamento da Competição[2]
Os 12 clubes jogaram em turno e returno de pontos corridos. O campeão de cada turno classificou-se para a final a ser realizada em 2 jogos. Se um mesmo time vencesse o turno e o returno, ele seria considerado campeão sem a necessidade da final. Foram rebaixados os 2 times com as piores campanhas na soma geral dos dois turnos. Os 3 primeiros colocados disputaram a Copa do Brasil de 2012. Os dois melhores classificados entre os clubes de fora de Curitiba disputaramo Troféu RPC Campeão do Interior, que foi decidido em dois jogos.
- Maior número de vitórias;
- Maior saldo de gols;
- Maior número de gols a favor;
- Menor número de cartões vermelhos;
- Menor número de cartões amarelos;
- Sorteio.

### Promovidos para a Série Ouro em 2010
- Roma Esporte Apucarana
- Arapongas Esporte Clube

### Rebaixados para aSérie Prataem 2010
- Toledo Colônia Work
- Serrano Centro-Sul Esporte Clube
- Nacional Futebol Clube
- Associação Esportiva Recreativa Engenheiro Beltrão

## Participantes2011

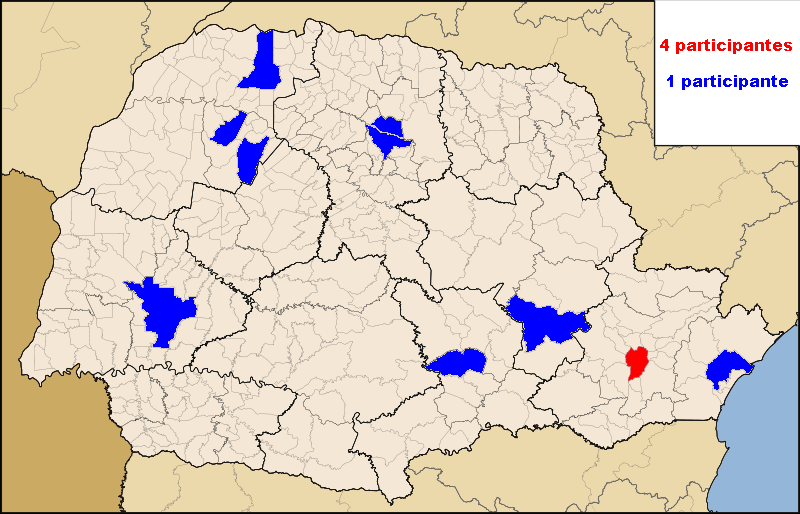
Mapa dos municípios participantes do Campeonato Paranaense de 2010 - Série Ouro

| Equipe                             | Cidade       | Região                           | No ano anterior                                                            | Estádio                                   | Capacidade | Títulos                                      | Participações |
| ---------------------------------- | ------------ | -------------------------------- | -------------------------------------------------------------------------- | ----------------------------------------- | ---------- | -------------------------------------------- | ------------- |
| Rio Branco Sport Club              | Paranaguá    | Litoral Paranaense               | Décimo Lugar                                                               | Gigante do Itiberê                        | 9.070      | 0 (não possui)                               | 42            |
| Iraty Sport Club                   | Irati        | Microrregião de Irati            | Terceiro Lugar                                                             | Estádio Coronel Emílio Gomes              | --         | 1 (2002)                                     | 26            |
| Atlético Clube Paranavaí           | Paranavaí    | Microrregião de Paranavaí        | Sexto Lugar                                                                | Estádio Municipal Dr. Waldemiro Wagner    | 25.000     | 1 (2007)                                     | 35            |
| Paraná Clube                       | Curitiba     | Região Metropolitana de Curitiba | Quarto Lugar                                                               | Estádio Durival Britto e Silva            | 17.000     | 7 (1991, 1993, 1994, 1995, 1996, 1997, 2006) | 19            |
| Sport Clube Corinthians Paranaense | Curitiba     | Região Metropolitana de Curitiba | Oitavo Lugar                                                               | Estádio Janguito Malucelli                | 4.200      | 0 (não possui)                               | 12            |
| Coritiba Foot Ball Club            | Curitiba     | Região Metropolitana de Curitiba | Campeão                                                                    | Estádio Major Antônio Couto Pereira       | 38.000     | 34 (último em 2010)                          | 87            |
| Clube Atlético Paranaense          | Curitiba     | Região Metropolitana de Curitiba | Vice Campeão                                                               | Arena da Baixada                          | 25.180     | 21 (último em 2009)                          | 77            |
| Cianorte Futebol Clube             | Cianorte     | Microrregião de Cianorte         | Nono Lugar                                                                 | Estádio Municipal Olímpico Albino Turbay  | 3.000      | 0 (não possui)                               | 8             |
| Cascavel Clube Recreativo          | Cascavel     | Microrregião de Cascavel         | Sétimo Lugar                                                               | Estádio Olímpico Regional Arnaldo Busatto | 28.125     | 0 (não possui)                               | 6             |
| Operário Ferroviário Esporte Clube | Ponta Grossa | Microrregião de Ponta Grossa     | Quinto Lugar                                                               | Estádio Germano Krüger                    | 8.620      | 0 (não possui)                               | 41            |
| Roma Esporte Apucarana             | Apucarana    | Microrregião de Apucarana        | Campeão do Campeonato Paranaense de Futebol de 2010 - Segunda Divisão      | Estádio Bom Jesus da Lapa                 | --         | 0 (não possui)                               | 6             |
| Arapongas Esporte Clube            | Arapongas    | Microrregião de Apucarana        | Vice Campeão do Campeonato Paranaense de Futebol de 2010 - Segunda Divisão | Estádio dos Pássaros                      | --         | 0 (não possui)                               | 4             |

## Primeiro Turno
| Classificação | Classificação          | Classificação | Classificação | Classificação | Classificação | Classificação | Classificação | Classificação | Classificação | Classificação | Classificação | Classificação |
| Pos           | Times                  | Pts           | J             | V             | E             | D             | GP            | GC            | SG            | %             | M             |               |
| ------------- | ---------------------- | ------------- | ------------- | ------------- | ------------- | ------------- | ------------- | ------------- | ------------- | ------------- | ------------- | ------------- |
| 1             | Coritiba               | 29            | 11            | 9             | 2             | 0             | 27            | 8             | 19            | 87,9%         | Estável       |               |
| 2             | Operário-PR            | 22            | 11            | 7             | 1             | 3             | 17            | 10            | 7             | 66,7%         | Estável       |               |
| 3             | Atlético Paranaense    | 21            | 11            | 7             | 0             | 4             | 25            | 18            | 7             | 63,6%         | Estável       |               |
| 4             | Iraty                  | 20            | 11            | 6             | 2             | 3             | 16            | 13            | 3             | 60,6%         | 1             |               |
| 5             | Arapongas              | 17            | 11            | 5             | 2             | 4             | 10            | 8             | 2             | 51,5%         | 1             |               |
| 6             | Cianorte               | 17            | 11            | 5             | 2             | 4             | 15            | 14            | 1             | 51,5%         | 2             |               |
| 7             | Corinthians Paranaense | 15            | 11            | 5             | 0             | 6             | 12            | 15            | -3            | 45,5%         | Estável       |               |
| 8             | Roma Apucarana         | 14            | 11            | 3             | 5             | 3             | 15            | 17            | -2            | 42,4%         | Estável       |               |
| 9             | Paranavaí              | 11            | 11            | 3             | 2             | 6             | 14            | 18            | -4            | 33,3%         | Estável       |               |
| 10            | Rio Branco-PR          | 9             | 11            | 2             | 3             | 6             | 12            | 20            | -8            | 27,3%         | Estável       |               |
| 11            | Cascavel CR            | 6             | 11            | 1             | 3             | 7             | 8             | 17            | -9            | 18,2%         | Estável       |               |
| 12            | Paraná                 | 5             | 11            | 1             | 2             | 8             | 8             | 21            | -13           | 15,2%         | Estável       |               |

|  |                            |
|  | Campeão do Primeiro Turno. |

### Confrontos
Para ler a tabela, a linha horizontal representa os jogos da equipe como mandante. A coluna vertical indica os jogos da equipe como visitante.
Jogos "clássicos" estão em negrito.
Resultados estão em verde.
|                        | ARA | CAP | CAS | CIA | CPR | CFC | ISC | OPE | PAR | ACP | RIO | ROM |
| ---------------------- | --- | --- | --- | --- | --- | --- | --- | --- | --- | --- | --- | --- |
| Arapongas              | —   | *   | 2x0 | 1x2 | *   | 1x1 | *   | *   | 1x0 | *   | 0x1 | *   |
| Atlético Paranaense    | 1x2 | —   | *   | 4x2 | *   | *   | 2x1 | *   | 5x1 | *   | 2x0 | 4x2 |
| Cascavel CR            | *   | 2x0 | —   | 1x1 | *   | *   | 0x3 | 0x1 | *   | *   | 2x2 | 1x1 |
| Cianorte               | *   | *   | *   | —   | 1x0 | 1x2 | 0x1 | 2x4 | *   | 1x0 | 2x0 | *   |
| Corinthians Paranaense | 1x0 | 1x2 | 2x1 | *   | —   | 1x2 | *   | *   | *   | *   | 1x0 | *   |
| Coritiba               | *   | 4x2 | 1x0 | *   | *   | —   | 5x0 | *   | *   | 3x1 | *   | 3x0 |
| Iraty                  | 1x0 | *   | *   | *   | 2x0 | *   | —   | *   | 1x0 | *   | *   | 2x2 |
| Operário-PR            | 0x1 | 1x0 | *   | *   | 4x1 | 0x1 | 2x1 | —   | *   | *   | *   | *   |
| Paraná Clube           | *   | *   | 2x0 | 0x2 | 1x3 | 1x1 | *   | 1x2 | —   | 1x1 | *   | *   |
| Paranavaí              | 0x1 | 2x3 | 2x1 | *   | 1x2 | *   | 0x2 | *   | *   | —   | *   | 3x1 |
| Rio Branco-PR          | *   | *   | *   | *   | *   | 1x4 | 2x2 | 1x2 | 2x0 | 2x2 | —   | *   |
| Roma Apucarana         | 1x1 | *   | *   | 1x1 | 1x0 | *   | *   | 0x0 | 3x1 | *   | 3x1 | —   |

### Desempenho por rodada
Clubes que lideraram o campeonato ao final de cada rodada:
| Rodadas | Rodadas | Rodadas | Rodadas | Rodadas | Rodadas | Rodadas | Rodadas | Rodadas | Rodadas | Rodadas |
| ------- | ------- | ------- | ------- | ------- | ------- | ------- | ------- | ------- | ------- | ------- |
| 1       | 2       | 3       | 4       | 5       | 6       | 7       | 8       | 9       | 10      | 11      |
| ROM     | CFC     | CFC     | CFC     | CIA     | CIA     | CFC     | CFC     | CFC     | CFC     | CFC     |

Clubes que ficaram na última posição do campeonato ao final de cada rodada:
| Rodadas | Rodadas | Rodadas | Rodadas | Rodadas | Rodadas | Rodadas | Rodadas | Rodadas | Rodadas | Rodadas |
| ------- | ------- | ------- | ------- | ------- | ------- | ------- | ------- | ------- | ------- | ------- |
| 1       | 2       | 3       | 4       | 5       | 6       | 7       | 8       | 9       | 10      | 11      |
| RIO     | PAR     | PAR     | PAR     | PAR     | PAR     | PAR     | PAR     | PAR     | PAR     | PAR     |

## Segundo Turno
| Classificação | Classificação          | Classificação | Classificação | Classificação | Classificação | Classificação | Classificação | Classificação | Classificação | Classificação | Classificação | Classificação |
| Pos           | Times                  | Pts           | J             | V             | E             | D             | GP            | GC            | SG            | %             | M             |               |
| ------------- | ---------------------- | ------------- | ------------- | ------------- | ------------- | ------------- | ------------- | ------------- | ------------- | ------------- | ------------- | ------------- |
| 1             | Coritiba               | 33            | 11            | 11            | 0             | 0             | 35            | 9             | 26            | 100%          | Estável       |               |
| 2             | Atlético Paranaense    | 25            | 11            | 8             | 1             | 2             | 21            | 14            | 7             | 76%           | Estável       |               |
| 3             | Operário-PR            | 18            | 11            | 5             | 3             | 3             | 18            | 15            | 3             | 55%           | 1             |               |
| 4             | Paraná                 | 18            | 11            | 5             | 3             | 3             | 18            | 17            | 1             | 55%           | 1             |               |
| 5             | Cianorte               | 17            | 11            | 5             | 2             | 4             | 18            | 11            | 7             | 52%           | 2             |               |
| 6             | Arapongas              | 17            | 11            | 5             | 2             | 4             | 19            | 17            | 2             | 52%           | 1             |               |
| 7             | Rio Branco-PR          | 15            | 11            | 4             | 3             | 4             | 12            | 20            | -8            | 45%           | 1             |               |
| 8             | Paranavaí              | 14            | 11            | 4             | 2             | 5             | 19            | 19            | 0             | 42%           | Estável       |               |
| 9             | Roma Apucarana         | 13            | 11            | 4             | 1             | 6             | 17            | 23            | -6            | 39%           | Estável       |               |
| 10            | Corinthians Paranaense | 9             | 11            | 2             | 3             | 6             | 14            | 18            | -4            | 27%           | Estável       |               |
| 11            | Iraty                  | 5             | 11            | 1             | 2             | 8             | 11            | 21            | -10           | 15%           | Estável       |               |
| 12            | Cascavel CR            | 2             | 11            | 0             | 2             | 9             | 7             | 25            | -18           | 6%            | Estável       |               |

|  |                           |
|  | Campeão do Segundo Turno. |

### Confrontos
- Ver Resultados do segundo turno

 Para ler a tabela, a linha horizontal representa os jogos da equipe como mandante. A coluna vertical indica os jogos da equipe como visitante.
Jogos "clássicos" estão em negrito.
Resultados estão em verde.
|                        | ARA | CAP  | CAS | CIA  | CPR | CFC | ISC | OPE  | PAR  | ACP | RIO | ROM  |
| ---------------------- | --- | ---- | --- | ---- | --- | --- | --- | ---- | ---- | --- | --- | ---- |
| Arapongas              | —   | 0x2  | *   | *    | 1x0 | *   | 2x1 | 3x4  | *    | 4x0 | *   | R-11 |
| Atlético Paranaense    | *   | —    | 2x0 | *    | 1x1 | 0x3 | *   | 0x2  | *    | 2x1 | *   | *    |
| Cascavel CR            | 1x2 | *    | —   | *    | 3x3 | 0x3 | *   | *    | R-11 | 0x2 | *   | *    |
| Cianorte               | 1x1 | 0x1  | 5x0 | —    | *   | *   | *   | *    | 1x1  | *   | *   | 4x1  |
| Corinthians Paranaense | *   | *    | *   | 2x1  | —   | *   | 2x1 | R-11 | 0x1  | 2x2 | *   | 1x2  |
| Coritiba               | 2x0 | *    | *   | R-11 | 1x0 | —   | *   | 3x2  | 4x2  | *   | 6x2 | *    |
| Iraty                  | *   | 2x4  | 2x1 | 1x2  | *   | 2x4 | —   | 1x1  | R-11 | *   | 0x1 | *    |
| Operário-PR            | *   | *    | 2x0 | 0x2  | *   | *   | *   | —    | 1x1  | *   | 0x0 | 2x3  |
| Paraná Clube           | 2x2 | 2x3  | *   | *    | *   | *   | 1x0 | *    | —    | *   | 2x1 | 2x0  |
| Paranavaí              | *   | *    | *   | 1x2  | *   | 0x3 | *   | 1x2  | 4x2  | —   | 5x0 | *    |
| Rio Branco-PR          | 2x1 | R-11 | 0x0 | 0x2  | 1x0 | *   | *   | *    | *    | *   | —   | 1x1  |
| Roma Apucarana         | *   | 2x3  | 2x1 | *    | *   | 1x4 | 2x0 | *    | *    | 1x2 | *   | —    |

### Desempenho por rodada
Clubes que lideraram o segundo turno ao final de cada rodada:
| Rodadas | Rodadas | Rodadas | Rodadas | Rodadas | Rodadas | Rodadas | Rodadas | Rodadas | Rodadas | Rodadas |
| ------- | ------- | ------- | ------- | ------- | ------- | ------- | ------- | ------- | ------- | ------- |
| 1       | 2       | 3       | 4       | 5       | 6       | 7       | 8       | 9       | 10      | 11      |
| ACP     | CFC     | CFC     | CFC     | CFC     | CFC     | CFC     | CFC     | CFC     | CFC     | CFC     |

Clubes que ficaram na última posição do segundo turno ao final de cada rodada:
| Rodadas | Rodadas | Rodadas | Rodadas | Rodadas | Rodadas | Rodadas | Rodadas | Rodadas | Rodadas | Rodadas |
| ------- | ------- | ------- | ------- | ------- | ------- | ------- | ------- | ------- | ------- | ------- |
| 1       | 2       | 3       | 4       | 5       | 6       | 7       | 8       | 9       | 10      | 11      |
| CAS     | CAS     | ISC     | CAS     | CAS     | CAS     | CAS     | CAS     | CAS     | CAS     | CAS     |

## Final
O Coritiba obteve o título sem necessitar jogar a final, pois foi campeão dos 2 turnos da Primeira Fase.

## Final do Interior
Primeiro jogo
| 8 de maio | Cianorte                         | 3 - 0 | Operário-PR | Estádio Albino Turbay, Cianorte         |
| 15:50     | Giancarlo 30', 73' · Geandro 55' |       |             | Público: 703 Árbitro: Adriano Milczvski |

Segundo jogo
| 15 de maio | Operário-PR | 1 - 0 | Cianorte | Estádio Germano Krüger, Ponta Grossa              |
| 15:45      | Lisa 30'    |       |          | Público: 2,151 Árbitro: Antônio Denival de Morais |

|                                                            |       | Penalidades                                       |  |
| Serginho Catarinense Edson Grilo Diego Martins Mateus Ivan | 4 – 5 | Giancarlo Geandro Felipe Pinto Almir Emerson Bala |  |

## Classificação Geral[3]
| Classificação | Classificação          | Classificação | Classificação | Classificação | Classificação | Classificação | Classificação | Classificação | Classificação | Classificação | Classificação | Classificação                 | Classificação |
| Pos           | Times                  | Pts           | J             | V             | E             | D             | GP            | GC            | SG            | %             | Expulso       | Penalizado com cartão amarelo | M             |
| ------------- | ---------------------- | ------------- | ------------- | ------------- | ------------- | ------------- | ------------- | ------------- | ------------- | ------------- | ------------- | ----------------------------- | ------------- |
| 1             | Coritiba               | 62            | 22            | 20            | 2             | 0             | 62            | 17            | 45            | 94%           | 6             | 44                            | Estável       |
| 2             | Atlético Paranaense    | 46            | 22            | 15            | 1             | 6             | 46            | 32            | 14            | 70%           | 7             | 52                            | Estável       |
| 3             | Operário-PR            | 40            | 22            | 12            | 4             | 6             | 35            | 25            | 10            | 61%           | 7             | 54                            | Estável       |
| 4             | Cianorte               | 34            | 22            | 10            | 4             | 8             | 33            | 25            | 8             | 52%           | 3             | 66                            | Estável       |
| 5             | Arapongas              | 34            | 22            | 10            | 4             | 8             | 29            | 25            | 4             | 52%           | 4             | 53                            | Estável       |
| 6             | Roma Apucarana         | 27            | 22            | 7             | 6             | 9             | 32            | 40            | -8            | 41%           | 6             | 55                            | Estável       |
| 7             | Paranavaí              | 25            | 22            | 7             | 4             | 11            | 33            | 37            | -4            | 38%           | 4             | 43                            | Estável       |
| 8             | Iraty                  | 25            | 22            | 7             | 4             | 11            | 27            | 34            | -7            | 38%           | 3             | 60                            | 1             |
| 9             | Corinthians Paranaense | 24            | 22            | 7             | 3             | 12            | 26            | 33            | -7            | 36%           | 8             | 56                            | 1             |
| 10            | Rio Branco-PR          | 24            | 22            | 6             | 6             | 10            | 24            | 40            | -16           | 36%           | 7             | 54                            | Estável       |
| 11            | Paraná                 | 23            | 22            | 6             | 5             | 11            | 26            | 38            | -12           | 35%           | 4             | 56                            | Estável       |
| 12            | Cascavel CR            | 8             | 22            | 1             | 5             | 16            | 15            | 42            | -27           | 12%           | 7             | 66                            | Estável       |

|  | |
|  | Classificados para a Copa do Brasil de 2012.                                                                                             |
|  | Classificado para a Copa do Brasil de 2012, Campeonato Brasileiro da Série D de 2011 e para a disputa do Troféu RPC Campeão do Interior. |
|  | Classificado para o Campeonato Brasileiro da Série D de 2011 e para a disputa do Troféu RPC Campeão do Interior.                         |
|  | Rebaixados para a Segunda Divisão de 2012.                                                                                               |

## Artilharia
| Gols | Jogador         | Time                   |
| ---- | --------------- | ---------------------- |
| 12   | Bill            | Coritiba               |
| 12   | Davi            | Coritiba               |
| 12   | Giancarlo       | Cianorte               |
| 10   | Paulo Baier     | Atlético Paranaense    |
| 9    | Anderson Aquino | Coritiba               |
| 9    | Madson          | Atlético Paranaense    |
| 9    | Marcos Aurélio  | Coritiba               |
| 9    | Rodrigo Hote    | Corinthians Paranaense |
| 8    | Tatico          | Paranavaí              |
| 8    | Warley          | Roma Apucarana         |

## Maiores públicos
Esses são os dez maiores públicos do Campeonato:
| Nº | Público[i] | Mandante            | Placar | Visitante              | Estádio          | Data            | Rodada |
| -- | ---------- | ------------------- | ------ | ---------------------- | ---------------- | --------------- | ------ |
| 1  | 22.195     | Coritiba            | 4–2    | Atlético Paranaense    | Couto Pereira    | 20 de fevereiro | 10ª    |
| 2  | 17.501     | Atlético Paranaense | 0–3    | Coritiba               | Arena da Baixada | 24 de abril     | 10ª    |
| 3  | 16.184     | Coritiba            | 4–2    | Paraná                 | Couto Pereira    | 13 de março     | 3ª     |
| 4  | 12.441     | Coritiba            | 1–0    | Corinthians Paranaense | Couto Pereira    | 10 de abril     | 8ª     |
| 5  | 12.216     | Coritiba            | 2–0    | Cianorte               | Couto Pereira    | 1º de maio      | 11ª    |
| 6  | 11.236     | Atlético Paranaense | 5–1    | Paraná                 | Arena da Baixada | 6 de fevereiro  | 7ª     |
| 7  | 10.007     | Atlético Paranaense | 0–2    | Operário-PR            | Arena da Baixada | 19 de março     | 4ª     |
| 8  | 9.985      | Atlético Paranaense | 1–2    | Arapongas              | Arena da Baixada | 16 de janeiro   | 1ª     |
| 9  | 9.855      | Coritiba            | 6–2    | Rio Branco-PR          | Couto Pereira    | 2 de abril      | 7ª     |
| 10 | 9.670      | Atlético Paranaense | 4–2    | Cianorte               | Arena da Baixada | 10 de fevereiro | 8ª     |

- i. ^ Considera-se apenas o público pagante

## Média de público
A média de público considera apenas os jogos da equipe como mandante:
1. Coritiba - 11.188 (11 jogos)
2. Atlético Paranaense - 9.618 (11 jogos)
3. Operário-PR - 4.226 (11 jogos)
4. Paraná - 2.590 (11 jogos)
5. Arapongas - 2.120 (11 jogos)
6. Roma Apucarana - 1.472 (11 jogos)
7. Iraty - 1.126 (11 jogos)
8. Paranavaí - 1.030 (11 jogos)
9. Rio Branco-PR - 1.008 (11 jogos)
10. Cianorte - 820 (11 jogos)
11. Cascavel CR - 670 (11 jogos)
12. Corinthians Paranaense - 383 (11 jogos)

## Premiações

### Campeão
| Campeão Paranaense de Futebol de 2011 |
| ------------------------------------- |
| Coritiba (35º título)                 |

### Campeão do Interior
| Campeão do Interior de 2011 |
| --------------------------- |
| Cianorte (2º título)        |

### Individuais[1]
| Craque (melhor jogador):  | Craque da Galera (eleito pelo público): | Revelação:     | Melhor Técnico:             |
| ------------------------- | --------------------------------------- | -------------- | --------------------------- |
| Marcos Aurélio (Coritiba) | Marcos Aurélio (Coritiba)               | Diego (Paraná) | Marcelo Oliveira (Coritiba) |

### Seleção do Campeonato
| Goleiro                | Defesa                                                                                        | Meio de campo | Ataque                        |
| ---------------------- | --------------------------------------------------------------------------------------------- | --- | ----------------------------- |
| G - Ivan (Operário-PR) | LD - Lisa (Operário-PR) Z - Emerson (Coritiba) Z - Pereira (Coritiba) LE - Eltinho (Coritiba) | V - Leandro Donizete (Coritiba) V - Léo Gago (Coritiba) M - Davi (Coritiba) M - Rafinha (Coritiba) M - Paulo Baier (Atlético Paranaense) | A - Marcos Aurélio (Coritiba) |